# 茲米伊夫卡 (別里斯拉夫區)
茲米伊夫卡（烏克蘭語：Зміївка）是烏克蘭南部赫爾松州別里斯拉夫區别里斯拉夫市镇内的村落。始建於1782年，面積9.7平方公里，海拔高度35米，2001年人口2,759。